# زينب الوكيل
زينب عبد الواحد الوكيل (1912 - 1967) هي مدرسة مصرية، وزوجة مصطفى النحاس باشا رئيس وزراء مصر الأسبق وزعيم حزب الوفد من 1927 - 1952 عندما تم حل الحزب.

## حياتها
ولدت في قرية سمخراط مركز الرحمانية مديرية البحيرة سنة 1912.

## مسيرتها
قدمت للمحاكمة أمام محكمة الثورة التي كانت ضد الوفد من ضمن ستة قدموا للمحاكمة من الوفديين، هم: محمد فؤاد سراج الدين وإبراهيم فرج ومحمود سلمان ومحمود أبو الفتح وحسين أبو الفتح والسيدة زينب الوكيل، ولكن المحاكمة لم تثبت شيئا ضدها.
توفيت عام 1967 وألت ملكية قصرها إلى الدولة، حيث أقام فيه رئيس الجمهورية السابق محمد نجيب بعد أن قامت قيادة ثورة 23 يوليو بتحديد إقامته.